# رقص پرواز

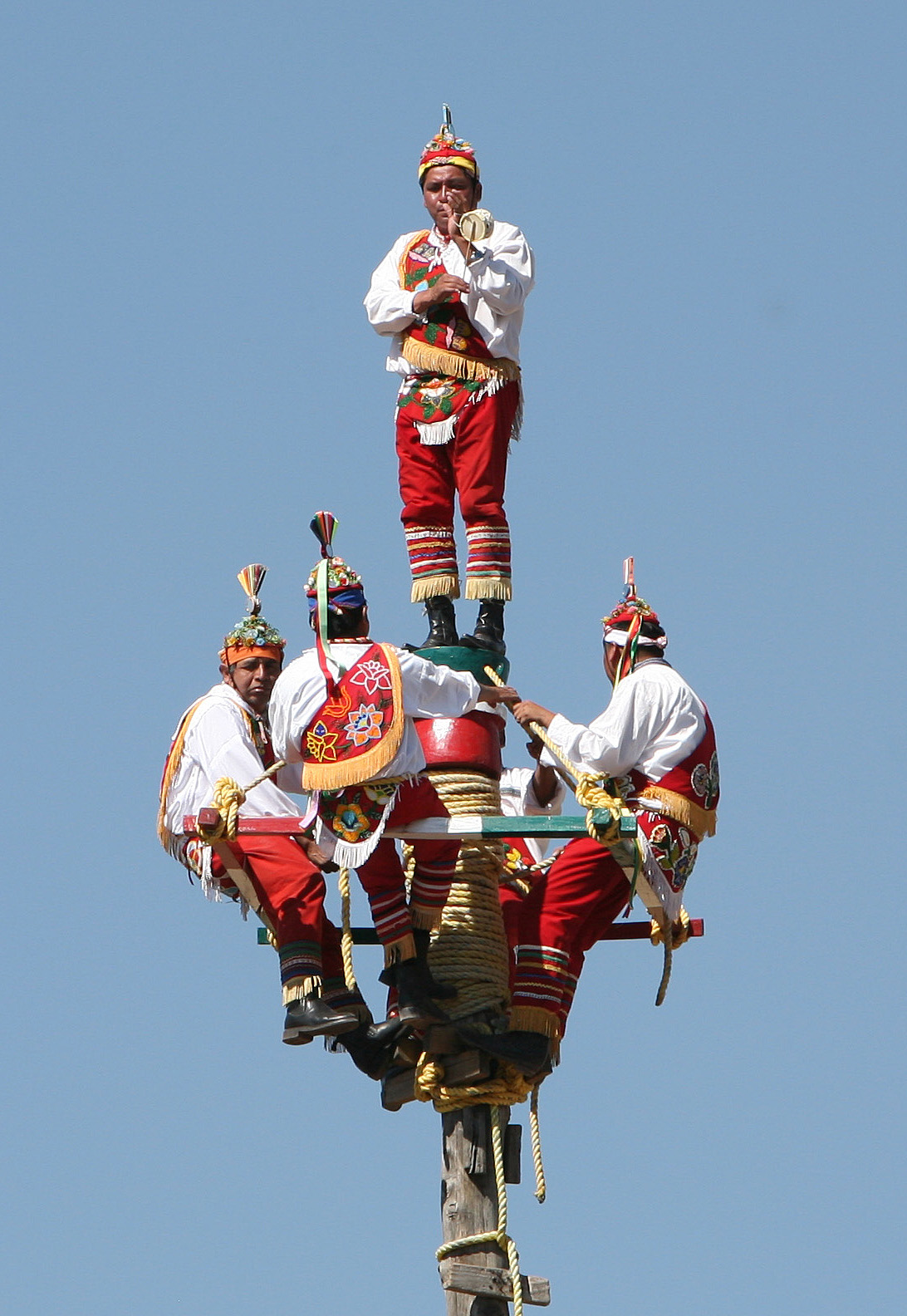
شرکت‌کنندگان بر روی تیرک

رقص پرواز (به اسپانیایی: Danza del Volador or Palo Volador) یک مراسم و رقص تشریفاتی است که در ایالت وراکروس مکزیک برگزار می‌شود. این جشن در سال ۲۰۰۹ به فهرست میراث فرهنگی و معنوی یونسکو اضافه شد.

## تاریخچه
ریشه‌های این جشن قبل از حضور اسپانیا در مکزیک برمی‌گردد و عقیده بر این است که مردم هواستک پایه‌گذار این مراسم بوده‌اند.

## آیین مراسم
آیین این جشن، ترکیبی از رقص و بالارفتن از تیرک به بلندی ۳۰ متر است. پنج شرکت‌کننده از تیرک بالا می‌روند، چهار نفر از آن‌ها خود را با استفاده از طناب به سمت سطح زمین آویزان می‌کنند و حرکت‌های موزون انجام می‌دهند، نفر پنجم در بالای تیرک باقی می‌ماند که کارش رقص و نواختن فلوت و درام است.
از نظر اسطوره‌شناسی، این آیین به‌منظور درخواست از خدایان برای پایان دادن به خشکسالی‌های شدید بود.